# Засс, Ростислав Васильевич
Ростислав Васильевич Засс (1 сентября 1940 г., с. Деражное — 22 августа 1999 г., похоронен в с. Деражне) — русский и украинский поэт, прозаик, публицист.

## Биография
Родился в семье рабочего базальтового карьера. Окончил Деражненскую среднюю школу Костопольского района на Ровенщине, служил в армии, учился во Львовском университете им. И. Франко, был на преподавательской работе.
Работал в ровенском, а также львовском краеведческом архиве.

## Творчество
Автор русскоязычных поэтических сборников:
- «Колокола в груди» (1972),
- «Радуги в росе» (1982),
- «Травостой» (1987),

сборников архивных документов и материалов (в соавторстве):
- «Ровно 700 років» (1983),
- «Ровенщина в роки Великої Вітчизняної війни Радянського Союзу. 1941—1945» (1989).

Печатался со статьями и стихами в журнале «Дзвін» (Львов), еженедельнике «Літературний Львів», ровенских газетах.
В последние годы жил во Львове.